# Navamorcuende
Navamorcuende település Spanyolországban, Toledo tartományban. Navamorcuende Almendral de la Cañada, Mombeltrán, Sartajada, Hinojosa de San Vicente, Marrupe, Sotillo de las Palomas, Montesclaros, Buenaventura, El Real de San Vicente, Gavilanes, Cervera de los Montes, Pedro Bernardo és Mijares községekkel határos. Lakosainak száma 599 fő (2024).

## Népesség
A település népessége az utóbbi években az alábbiak szerint változott:
| Lakosok száma | 735  | 708  | 718  | 689  | 683  | 672  | 643  | 623  | 595  | 599  |
|               | 2001 | 2004 | 2007 | 2009 | 2012 | 2014 | 2017 | 2019 | 2022 | 2024 |